# Fausto Wolff
Fausto Wolff, pseudônimo de Faustin von Wolffenbüttel (Santo Ângelo, 8 de julho de 1940 – Rio de Janeiro, 5 de setembro de 2008), foi um ator, jornalista e escritor brasileiro.

## Biografia
Fausto Wolff começou a trabalhar aos catorze anos de idade como repórter policial e contínuo do jornal Diário de Porto Alegre. De família humilde, mudou-se para o Rio de Janeiro aos dezoito anos.
No Rio, chegou a manter três colunas simultâneas, escrevendo sobre televisão no Jornal do Brasil, sobre teatro na Tribuna da Imprensa e sobre política no Diário da Noite. Suas opiniões polêmicas e independentes também começaram a aparecer na TV, com o Jornal de Vanguarda de Fernando Barbosa Lima, a partir de 1963.
Em 1968, atingido pela censura do governo militar, Fausto Wolff exilou-se na Europa, onde passou 10 anos, na Dinamarca e na Itália. Ainda no exílio, foi um dos editores d'O Pasquim, além de diretor de teatro e professor de literatura nas universidades de Copenhague e Nápoles.
Na volta ao Brasil, com a Anistia de 1979, trabalhou em jornais como O Globo e Jornal do Brasil, mas em seguida passou a dedicar-se apenas à imprensa independente, em especial ao Pasquim. Apoiou Brizola em sua eleição para o governo do estado do Rio de Janeiro em 1982 e, a partir dessa experiência, organizou o volume Rio de Janeiro, um Retrato: a Cidade Contada por seus Habitantes (1985), considerado um dos mais completos retratos sociológicos da cidade.
A partir daí, longe do cotidiano das redações de jornais, dedicou-se à literatura, também se responsabilizando pela tradução de algumas obras. Voltou a colaborar para o Pasquim através da reedição do periódico, lançada em 1º de abril de 2002 e rebatizada de Pasquim 21. Em 1999, participou da revista de humor e política Bundas, onde assinava uma irônica coluna com o pseudônimo de Nataniel Jebão, um colunista social direitista e defensor da corrupção do poder.
Em seus últimos anos, manteve uma coluna diária no "Caderno B" do Jornal do Brasil.
Internado em 31 de agosto de 2008 com hemorragia digestiva, morreu por disfunção de múltiplos órgãos, no Rio de Janeiro, em 5 de setembro de 2008.

## Prêmios
Fausto Wolff ganhou, em 1997, o Prêmio Jabuti, concedido pela Câmara Brasileiro do Livro, por seu romance À Mão Esquerda. Voltou a ficar entre os dez finalistas do Jabuti em mais duas oportunidades: em 2004, na categoria Poesia, e em 2006, na categoria Contos, com A Milésima Segunda Noite. Em 2008 foi finalista do Prêmio Portugal Telecom de Literatura.

## Cinema
Fausto Wolff teve também algumas participações no cinema. Em 1977, foi corroteirista do filme dinamarquês Jorden er flad, no qual igualmente foi ator. Fez ainda pequenos papéis em filmes dirigidos por amigos seus – como Tanga (Deu no New York Times?) (1987), do cartunista Henfil; Natal da Portela (1988); e O Viajante (1999), ambos de Paulo César Saraceni.

## Obras publicadas
- 2008: Olympia (Editora Leitura)
- 2007: Branca de neve e outras Histórias (Tradução, original dos Irmãos Grimm)
- 2007:  "O Campo de Batalha sou eu" (Leitura)
- 2005: A Milésima Segunda Noite (Bertrand Brasil)
- 2004: A Imprensa Livre de Fausto Wolff (L&PM)
- 2003: Gaiteiro Velho (Bertrand Brasil)
- 2002: O Ogre e o Passarinho (Ática)
- 2001: O Pacto de Wolffenbüttel e a Recriação do Homem (Bertrand Brasil)
- 2000: O Lobo Atrás do Espelho: (o romance do século) (Bertrand Brasil)
- 2000: Cem poemas de amor: e uma canção despreocupada (Bertrand Brasil)
- 1998: O Nome de Deus: 10 Histórias (Bertrand Brasil)
- 1997: O Homem e Seu Algoz: 15 histórias (Bertrand Brasil)
- 1997: Detonando a Notícia: como a Mídia Corrói a Democracia Americana (Tradução, original de James Fallow)
- 1996: À Mão Esquerda (Civilização Brasileira)
- 1988: ABC do Fausto Wolff (L&PM)
- 1984: Carta (com pretensão de conto) de um autor aos estudantes (Companhia Editora Nacional)
- 1984: Tristana: a maior gota d'água do mundo (Companhia Editora Nacional)
- 1982: Os Palestinos: Judeus da 3ª Guerra Mundial (Alfa-Omega)
- 1982: O Dia em que Comeram o Ministro (Codecri)
- 1979: Sandra na Terra do Antes (Codecri) (reeditado pela Civilização Brasileira, 1996)
- 1978: Matem o cantor e chamem o garçom (Codecri)
- ????: O Sorriso Distante (coautor Anita Brookner) (Bertrand Brasil)
- 1966: O Acrobata Pede Desculpas e Cai (José Alvaro Editores) (reeditado pela Codecri, 1980)

## Sobre o autor
O interesse sobre o autor se estende também à área acadêmica, com dissertações de mestrado defendidas sobre a obra de Fausto Wolff: 
- Carlos José Pinheiro Teixeira. Escrita liminar em tempos de neblina: uma leitura de À mão esquerda, de Fausto Wolff. UFRN, 004.
- Eunice Esteves. Vozes e imagens na escrita de Fausto Wolff: relações intertextuais com Shakespeare, Poe, Stevenson e Conan Doyle. PUC Minas, 2004.
- Fabio Eduardo G. Soares. Forma Literária e forma Social: fragmentação e totalidade em À Mão Esquerda, de Fausto Wolf. UFSC, 2005.
- Odair Aparecido Lourenço Favari (Favari Filho). FHC e LULA : a construção do político ideal através das crônicas de Fausto Wolff no jornal O Pasquim 21. Unicamp, 2014.